# Jess Cliffe
Jess Cliffe är född den 27 juni 1981. Han är en datorspelsdesigner och arbetade tidigare för Valve Corporation och skapare av Counter-Strike tillsammans med Minh Le (Gooseman). Han är "rösten i Counter-Strike" via radiokommandona och ljudeffekterna.
Han växte upp i New Jersey och gick på North Hunterdon High School i Annadale, New Jersey, innan han gick på Virginia Polytechnic Institute and State University från 1999 till 2003. Efter examen blev han anställd hos Valve Corporation och arbetade då med speldesign och kartor för Half-Life: Deathmatch. 
När han fortfarande gick på college hade Cliffe en webbplats kallad "Silo X" för Half-Life. Webbplatsens syfte var att göra det möjligt för kart/nivå-designers att göra sina verk tillgängliga för världens publik. När han arbetade med den första Counter-Strikeversionen med Minh Le, slutade Jess Cliffe att jobba med "Silo X". Där ersattes han av Tom Konings, känd som HaLf-DeAd inom communityn. När Half-Life blev utdaterat stänges webbsidan ned.
I slutet av 1990-talet var Cliffe även medlare och ledare för gruppen JKMAG, Jedi Knight Multiplayer Addon Group, en onlinecommunity som gjorde specialtillverkade kart- och texturpaket till Jedi Knight-communityn.
Sedan maj 2007 driver Cliffe bloggen http://VintageSeattle.org, där han dokumenterar Seattle genom bland annat gamla fotografier och vykort.
2018 blev han uppsagd av Valve.